# Orgánulo
Los orgánulos o bien organelas, organelos u organoides, en biología celular, se refiere a las diferentes estructuras contenidas en el citoplasma de las células, principalmente las eucariotas, que tienen una forma determinada. La célula procariota carece de la mayor parte de ellos.
El nombre de orgánulos procede de la analogía entre la función de estas estructuras en las células y la función de los órganos en el cuerpo.
No todas las células eucariotas contienen todos los orgánulos al mismo tiempo, aparecen en determinadas células de acuerdo a sus funciones.

## Estructura
El nombre genérico de «orgánulos» (del Latín organŭlum, diminutivo de orgănum) u órganos pequeños, procede de la proposición de una analogía biológica entre la función de los órganos en el cuerpo y la función de estas estructuras microscópicas dentro de las células.

Cada orgánulo tiene una unidad estructural y cumple una o más funciones determinadas.

Entre los organelos celulares más importantes están los núcleos, que almacenan la información genética y las mitocondrias que producen energía.

Estructura celular de una bacteria procariota

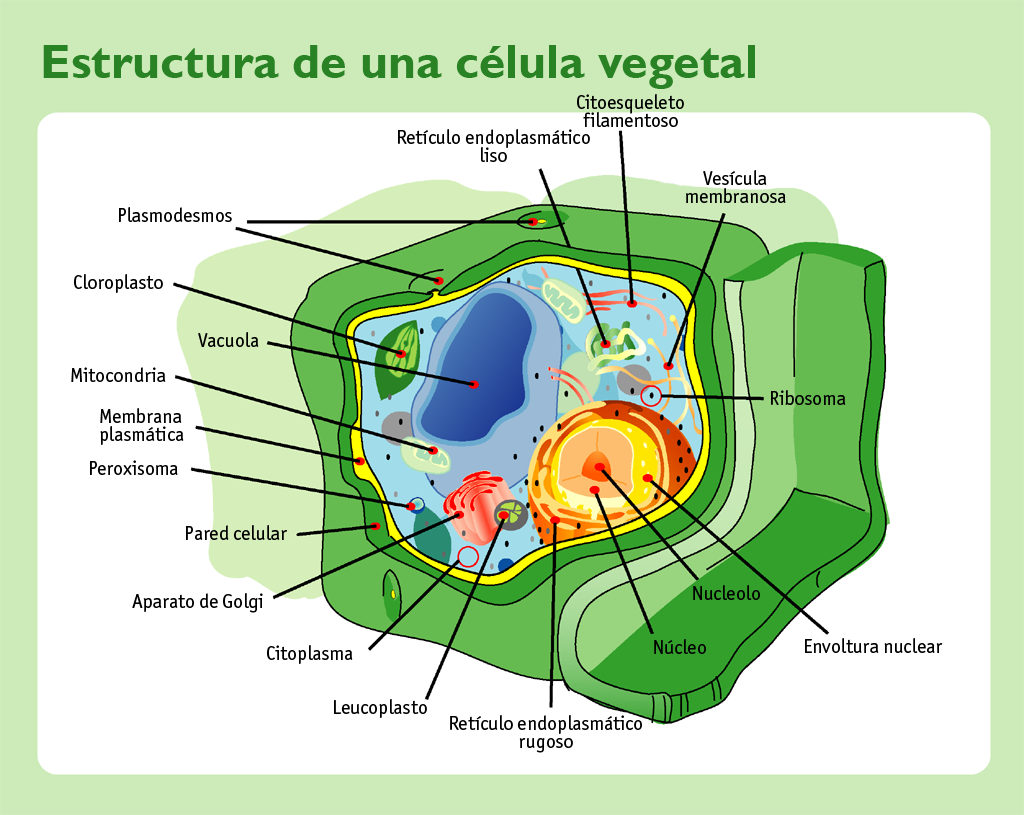
Estructura de una célula vegetal típica: 1. Núcleo, 2. Nucléolo, 3. Envoltura nuclear, 4. Retículo endoplasmático rugoso, 5. Leucoplasto, 6. Citoplasma, 7. Aparato de Golgi, 8. Pared celular, 9. Peroxisoma, 10. Membrana plasmática, 11. Mitocondria, 12. Vacuola central, 13. Cloroplasto, 14. Plasmodesmos, 15. Retículo endoplasmático liso, 16. Citoesqueleto, 17. Vesícula, 18. Ribosomas.

| Orgánulo                | Función | Estructura                                               | Organismos               | Notas                                      |
| ----------------------- | --- | -------------------------------------------------------- | ------------------------ | ------------------------------------------ |
| Cloroplasto             | Fotosíntesis | Posee doble membrana                                     | Plantas, protistas       | Posee material genético (ADN)              |
| Retículo endoplasmático | Síntesis y embalaje de proteínas y ciertos lípidos (los empaqueta en vesículas)                                      | Puede asociarse con ribosomas en su membrana             | Eucariotas               | Existen dos tipos: Rugoso y Liso           |
| Aparato de Golgi        | Transporte y embalaje de proteínas, recibe vesículas del retículo endoplasmático, forma glucolípidos, glucoproteínas | Sacos aplanados rodeados por membrana citoplasmática     | La mayoría de eucariotas | En las plantas se conocen como dictiosomas |
| Mitocondria             | Respiración celular                                                                                                  | Compartimento de doble membrana, la interna y la externa | La mayoría de eucariotas | Posee material genético (ADN)              |
| Vacuolas                | Almacenamiento, transporte y homeostasis                                                                             | Sacos de membrana vesicular                              | Plantas y hongos         | Tienen una importante reserva de agua      |
| Núcleo                  | Mantenimiento de ADN, y expresión genética                                                                           | Rodeado por membrana doble, o membrana nuclear           | Todos los eucariotas     | Contiene la mayor parte del ADN            |

| Orgánulo/componente | Función                                                                       | Estructura                                                                       | Organismos                             |
| ------------------- | ----------------------------------------------------------------------------- | -------------------------------------------------------------------------------- | -------------------------------------- |
| Acrosoma            | Ayuda al espermatozoide a fusionarse con el óvulo                             | Compartimento de membrana simple                                                 | Muchos animales                        |
| Autofagosoma        | Vesícula que almacena material citoplasmático y orgánulos para su degradación | Compartimento de doble membrana                                                  | Todas las células eucariotas           |
| Centrosoma          | Intervienen en la división celular ayudando al movimiento cromosómico         | Estructuras cilíndricas formadas por tubos y rodeadas de material proteico denso | Animales                               |
| Cilio               | Movimiento                                                                    | Microtúbulos de proteínas                                                        | Animales, protistas, algunas plantas   |
| Exosoma             | Degradación de ácidos nucleicos                                               | Complejo proteico                                                                | Eucariotas y arqueobacterias           |
| Glioxisoma          | Transformación de lípidos en azúcar                                           | Compartimento de membrana simple                                                 | Plantas                                |
| Hidrogenosoma       | Producción de energía e hidrógeno                                             | Compartimiento de doble membrana                                                 | Algunos eucariotas unicelulares        |
| Inflamasoma         | Cascada de inflamación                                                        | Complejo proteico                                                                | Eucariotas                             |
| Lisosoma            | Ruptura de grandes moléculas                                                  | Compartimento de membrana simple                                                 | La mayoría de los eucariotas           |
| Magnetosoma         | Orientación magnética                                                         | Cristales de magnetita                                                           | Algunas procariotas                    |
| Melanosoma          | Almacén de pigmentos                                                          | Compartimento de membrana simple                                                 | Animales                               |
| Mitosoma            | Similar a las mitocondrias pero no contienen genes                            | Compartimento de doble membrana                                                  | Algunos eucariotas unicelulares        |
| Miofibrilla         | Contracción muscular                                                          | Filamentos entrelazados                                                          | Animales                               |
| Parentosoma         | Sin caracterizar                                                              | Sin caracterizar                                                                 | Hongos                                 |
| Peroxisomas         | Oxidación de proteínas / desintoxicación celular                              | Compartimento de membrana simple                                                 | Todos los eucariotas                   |
| Proteasoma          | Degradación de proteínas (previo marcado con ubiquitina)                      | Complejo proteico                                                                | Todos los eucariotas y arqueobacterias |
| Ribosomas           | Montaje de proteínas a partir de la información transmitida por el ARN        | Estructuras redondeadas formadas por dos subunidades                             | Todos los seres vivos                  |
| Vesícula            | Almacenan, transportan o digieren productos y residuos celulares              | Compartimento de membrana simple                                                 | Todos los eucariotas                   |
| Nitroplasto         | Encargado de la fijación de Nitrógeno                                         | Compartimento con membrana                                                       | Algas, como Braarudosphaera bigelowii  |

## Clasificación según su génesis
Atendiendo a su génesis, los orgánulos se clasifican en dos grupos:
1. Orgánulos autogenéticos, desarrollados filogenética y ontogenéticamente a partir de estructuras previas que se hacen más complejas.
2. Orgánulos de origen endosimbiótico, procedentes de la simbiosis con otros organismos.

### Orgánulos endosimbióticos
Son orgánulos incorporados a la célula eucariota inicialmente como bacterias endosimbiontes. Los orgánulos de origen endosimbiótico tienen su propio genoma, su propia maquinaria de síntesis proteica, incluidos ribosomas, y se multiplican por bipartición, de manera que si se extirpan experimentalmente de una célula no pueden volver a formarse.
- Mitocondrias. Todos los eucariontes conocidos tienen mitocondrias, orgánulos derivados de ellas, como los hidrogenosomas, o al menos restos de genes mitocondriales incorporados al genoma nuclear.
- Plastos. Hay dos clases de plastos, los primarios derivan de cianobacterias por endosimbiosis y los secundarios por endosimbiosis de células eucariotas ya dotadas de plasto. Estos últimos son mucho más complejos. Los plastos se han designado muy a menudo con otros nombres en función de su pigmentación o del grupo en que se presentan. La denominación cloroplasto se usa habitualmente como nombre genérico.